# MYL10
MYL10 (англ. Myosin light chain 10) – білок, який кодується однойменним геном, розташованим у людей на 7-й хромосомі. Довжина поліпептидного ланцюга білка становить 226 амінокислот, а молекулярна маса — 25 308.
| 10         |  | 20         |  | 30         |  | 40         |  | 50         |
| ---------- |  | ---------- |  | ---------- |  | ---------- |  | ---------- |
| MLLRLVSNSW |  | PQVILPPRPP |  | KVLGLQAPRR |  | ARKRAEGTAS |  | SNVFSMFDQS |
| QIQEFKESLA |  | LSPRLERNGM |  | ISAHCNLCLT |  | GSSNSPASAS |  | QAFTIMDQNR |
| DGFIDKEDLR |  | DTFAALGRIN |  | VKNEELEAMV |  | KEAPGPINFT |  | VFLTMFGEKL |
| KGTDPEETIL |  | HAFKVFDTEG |  | KGFVKADVIK |  | EKLMTQADRF |  | SEEEVKQMFA |
| AFPPDVCGNL |  | DYRNLCYVIT |  | HGEEKD     |  |            |  |            |

A: Аланін

C: Цистеїн

D: Аспарагінова кислота

E: Глутамінова кислота

F: Фенілаланін

G: Гліцин

H: Гістидин

I: Ізолейцин

K: Лізин

L: Лейцин

M: Метіонін

N: Аспарагін

P: Пролін

Q: Глутамін

R: Аргінін

S: Серин

T: Треонін

V: Валін

W: Триптофан

Білок має сайт для зв'язування з іонами металів, іоном кальцію. 